# Thelypteris macrophylla
Thelypteris macrophylla là một loài thực vật có mạch trong họ Thelypteridaceae. Loài này được (Kunze) C.V. Morton miêu tả khoa học đầu tiên năm 1971.